# Siebersbeek

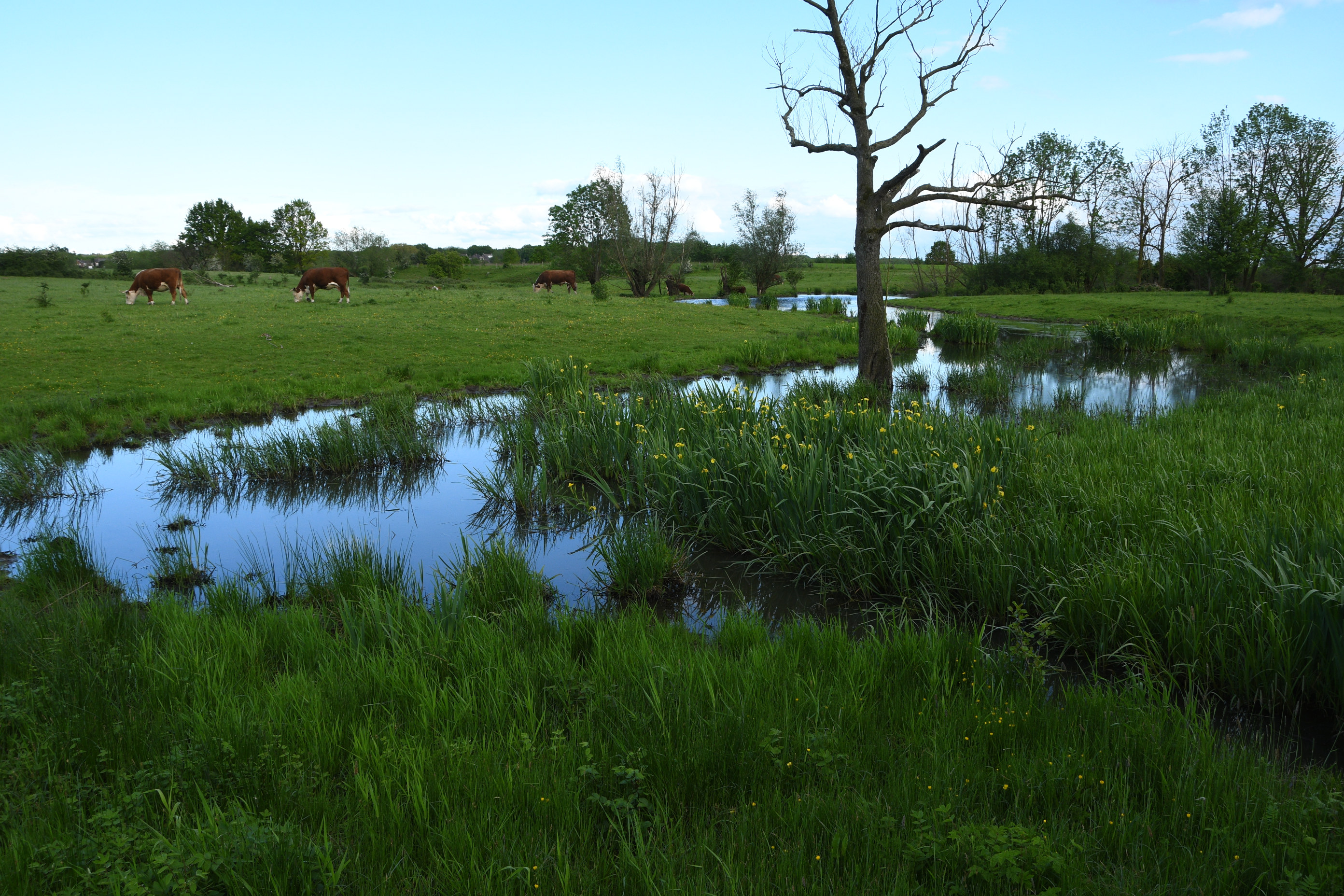
De Siebersbeek vlak bij de Maas

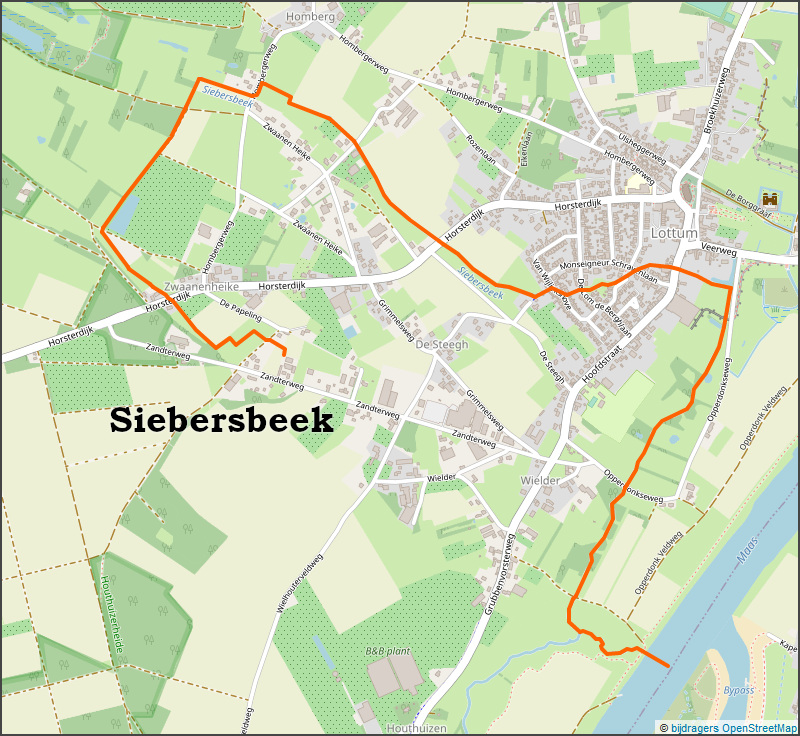
De Siebersbeek in Lottum

De Siebersbeek is een beek van bijna vijf kilometer lengte in de Nederlandse provincie Limburg. De beek voert water af van onder andere het Schuitwater naar de Maas.

De beek begint westelijk van Lottum en stroomt eerst noordwaarts, daarna oostwaarts naar en door Lottum. Oostelijk van Lottum maakt de beek een haakse bocht naar het zuiden. Na een kleine twee kilometer versmelt de Siebersbeek met de Molenbeek van Lottum en mondt in de Maas.
Siebersbeek is ook de naam van een natuurgebied van ongeveer twintig hectare dat zich bevindt tussen Lottum en de buurtschap Houthuizen. Het gebied ligt ten oosten van de Grubbenvorsterweg. Dit gebied is in bezit van Het Limburgs Landschap en omvat de benedenloop van zowel de Siebersbeek als de Molenbeek van Lottum. Er zijn voormalige akkers, elzenbroekbosjes en vochtige graslanden. Men vindt hier onder meer adderwortel, beemdkroon en gevlekte orchis.
Naar het zuiden aansluitend is het natuurgebied Kaldenbroek.